# Конченая
«Конченая» (англ. Terminal, в переводе «Конечная») — неонуарный драматический триллер Вона Стайна. В главной роли: Марго Робби.
Над производством фильма совместно работали несколько стран: Ирландия, Великобритания, Венгрия и США (также Гонконг). Является режиссёрским дебютом Вона Стайна.

## Сюжет
Фильм рассказывает об официантке по имени Энни, которая хочет стать киллером. Для этого она связывается с мистером Франклином, загадочным криминальным авторитетом, которого никто не видел.
Чтобы доказать свои навыки, она убивает своего конкурента Иллинга (Моран Ник), а также начинает опасную игру с двумя другими бандитами Альфредом (Айронс Макс) и Винсентом (Флетчер Декстер). Так же она просит мистера Франклина об услуге: найти своего школьного учителя по английскому — Билла (Пегг Саймон).
Именно Мистер Франклин направляет его в кафе у вокзала, где работает Энни. Там она узнает, что преподаватель умирает от смертельной неизлечимой болезни. Она предлагает ему несколько способов покончить жизнь самоубийством. В результате оказывается, что Энни — это одна из его учениц, над которой он совершил насилие много лет назад. В конце фильма она его убивает и сбрасывает труп в вентиляционную шахту вокзала.
Мистер Франклин (Майк Майерс) внимательно следит и подыгрывает Энни под видом станционного служащего — хромого уборщика.
Вследствие хитроумного плана Энни, Альф и Винс получают заказ от мистера Франклина. Они закрываются в квартире и ждут звонка с дальнейшими указаниями. Энни и мистер Франклин наблюдают за ними. Перед этим мистер Франклин подкупает Винса и предлагает убить Альфа. Винс соглашается. Энни рассказывает об этом Альфу, и они решают убить Винса.
В результате Альф убивает Винса и погибает от руки Энни.
Мистер Франклин под видом уборщика помогает Энни избавиться от трупов и удаляется в пустующую диспетчерскую вокзала, где снимает грим и по телефону даёт Энни согласие на продолжение совместной работы.
Выйдя из диспетчерской, мистер Франклин сталкивается с Энни и обнаруживает, что имел дело с девушками-близнецами. Они оглушают Франклина, и он приходит в себя в диспетчерской, зафиксированным в кресле. Девушки, переодетые в медицинские халаты, объясняются с Франклином. Он оказывается отцом Энни и её сестры-близняшки Бенни. Много лет назад у него был роман с их матерью. Через несколько лет она стала свидетельницей одного из преступлений Франклина, за что тот поджёг её квартиру. Мать успела спасти девочек, но сама погибла.
Девочек отдали в приют Святой Екатерины, где над ними надругался учитель английского Билл.
Через много лет девочки, благодаря мелодии, которую насвистывал мистер Франклин, узнали в нём убийцу своей матери.
В финале фильма Энни и Бенни проводят мистеру Франклину лоботомию.

## В ролях
- Марго Робби — Энни/Бенни
- Саймон Пегг — Билл
- Декстер Флетчер — Винсент
- Майк Майерс — мистер Франклин
- Макс Айронс — Альфред
- Катарина Час — Хлоя
- Ник Моран — Иллинг
- Джордан Данн — Конейо
- Мэттью Льюис — Ленни
- Томас Тургус — Рэймонд
- Джей Симпсон[англ.] — Дэнни
- Бен Гриффин — Тоби
- Роберт Гудман — Прайст
- Пол Рейнольдс[англ.] — доктор

## Название и локализация
Ранее фильм собирались выпустить под названием «Конечная», однако многие интернет-пользователи путали название с «Конченой».

## Критика
Фильм получил в целом отрицательные отзывы критиков, которые в негативном ключе отмечали сюжет, повествование, темп и режиссуру, хотя многие хвалили актёрскую игру Марго Робби и визуальный стиль.
На сайте Rotten Tomatoes картина имеет рейтинг 21 % на основе 63 рецензий критиков, со средней оценкой 4,2/10.